# Ostatni sprawiedliwy
Ostatni sprawiedliwy (ang. Last Man Standing) – film z 1996 roku, remake Straży przybocznej Akiry Kurosawy.

## Fabuła
Czasy wielkiego kryzysu w Stanach Zjednoczonych. Do teksaskiego miasteczka Jerycho, w którym rządzą dwa gangi, przybywa John Smith. Gdy przestępcy demolują mu samochód, postanawia zostać dłużej. Zatrudnia się jako rewolwerowiec i pracuje raz dla jednej, raz dla drugiej bandy. Chce doprowadzić do tego, by grupy zniszczyły się nawzajem.

## Obsada
- Bruce Willis jako John Smith
- Bruce Dern jako szeryf Ed Galt
- William Sanderson jako Joe Monday
- Christopher Walken jako Hickey
- David Patrick Kelly jako Doyle
- Michael Cavalieri jako Berto
- Alexandra Powers jako Lucy
- Karina Lombard jako Felina
- Ned Eisenberg jako Strozzi
- Michael Imperioli jako Giorgio
- Ken Jenkins jako kapitan Pickett
- R.D. Call jako McCool
- Ted Markland jako zastępca szeryfa Bob
- Leslie Mann jako Wanda

i inni.